# Boroaia
Boroaia è un comune della Romania di 4 774 abitanti, ubicato nel distretto di Suceava, nella regione storica della Moldavia. 
Il comune è formato dall'unione di 5 villaggi: Bărăști, Boroaia, Giulești, Moișa, Săcuța.
Di un certo interesse è la Chiesa ortodossa Sfinţilor Părinţi, iniziata nel 1924 e rimasta ferma fino alla fine della Seconda guerra mondiale, quando la costruzione venne ripresa e completata.

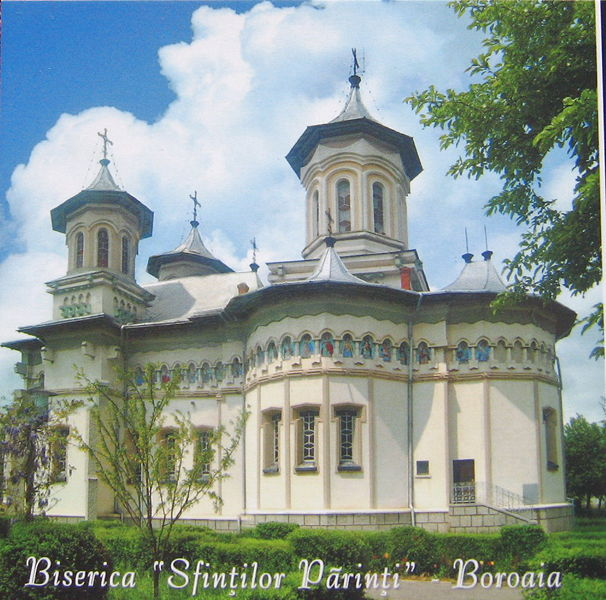
La Chiesa ortodossa Sfinţilor Părinţi